# Pterodictya
Genre
Pterodictya est un genre d'hémiptères de la famille des Fulgoridae, et de la sous-famille des Phenacinae.

## Dénomination
Ce genre a été décrit par l'entomologiste argentin Hermann Burmeister en 1835.

### Synonymie
- Pterodyctia (Burmeister, 1835) mauvaise typographie
- Pterodyctya (Burmeister, 1835) mauvaise typographie

## Taxonomie
Une seule espèce
- Pterodictya reticularis (Olivier, 1791)   espèce type.

## Répartition
Amérique du sud, Amérique du Nord (Pahuatlán, État de Puebla, Mexique)

## Galerie

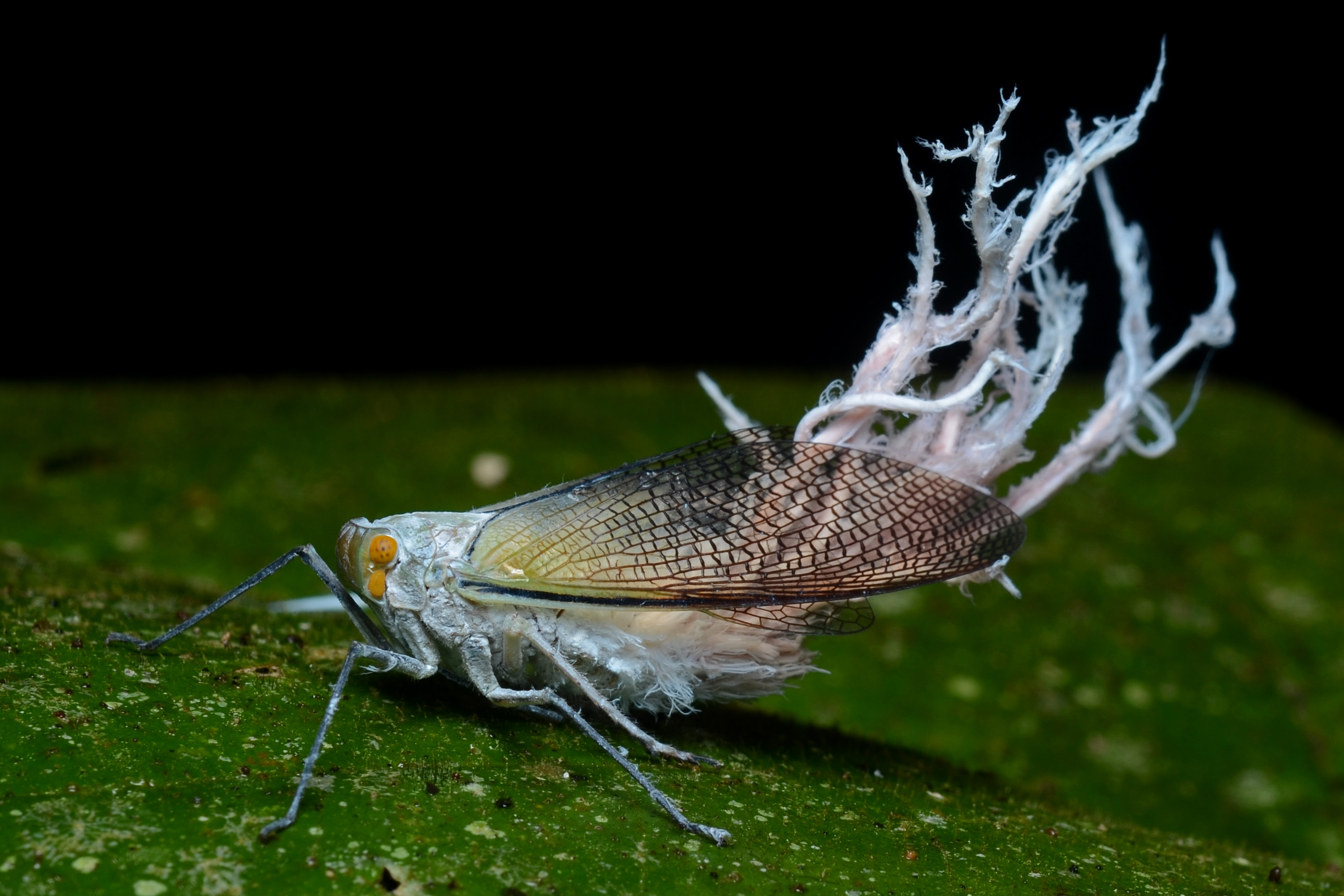
Pterodictya reticularis
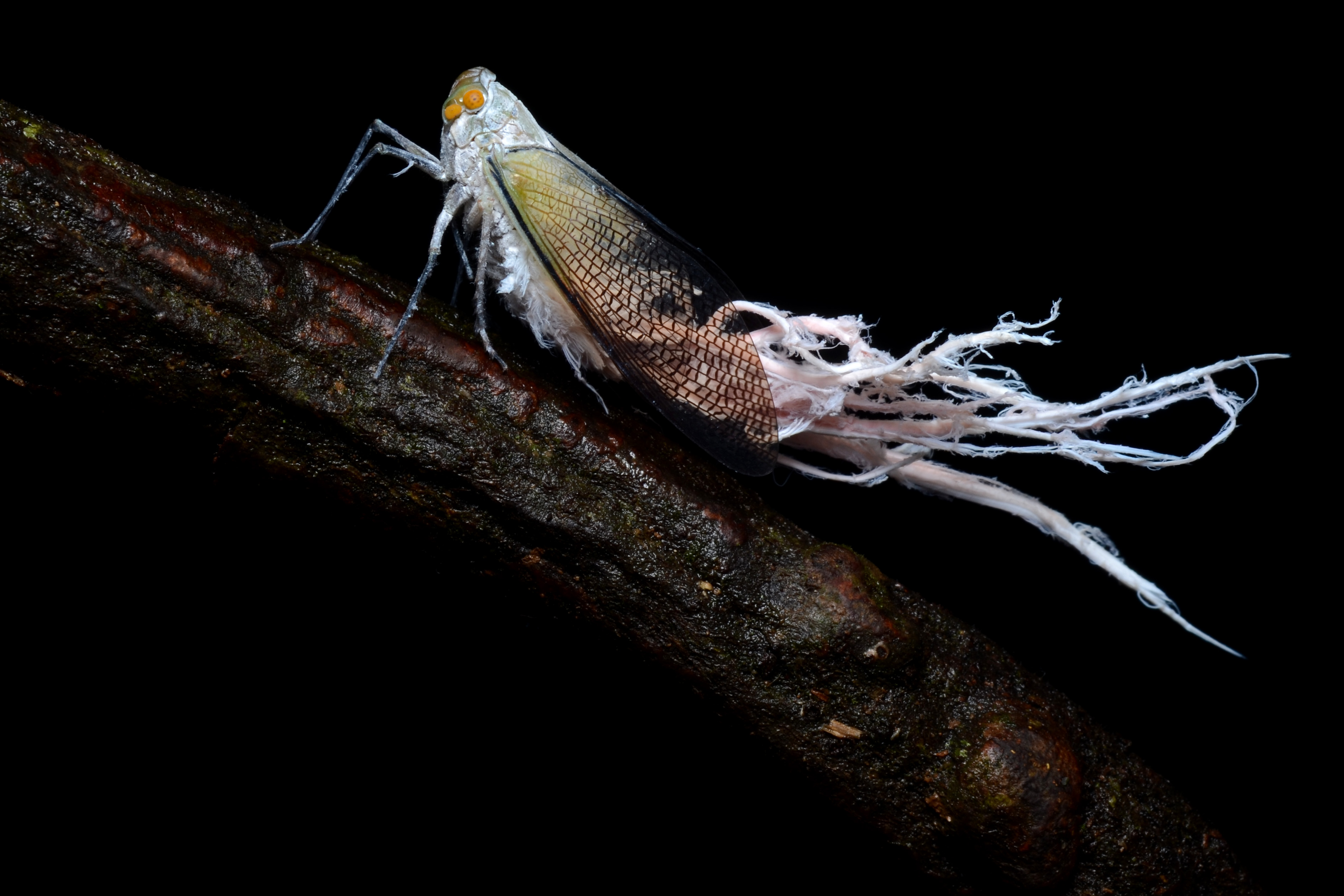
Pterodictya reticularis